# 姚鹃
姚鹃（1966年—），江苏江阴人，汉族，中华人民共和国政治人物、第十二届全国人民代表大会湖北地区代表。
毕业于天津科技大学发酵工程专业，現為宜昌安琪集团酵母股份有限公司的研发中心主任。加入中国共产党。2013年，担任全国人大代表。2018年2月24日，当选为第十三届全国人大代表。